# Gustav Teichmüller (Philosoph)

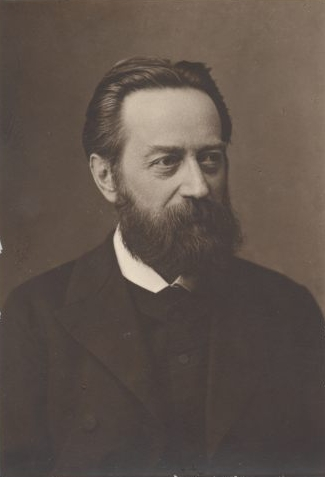
Gustav Teichmüller

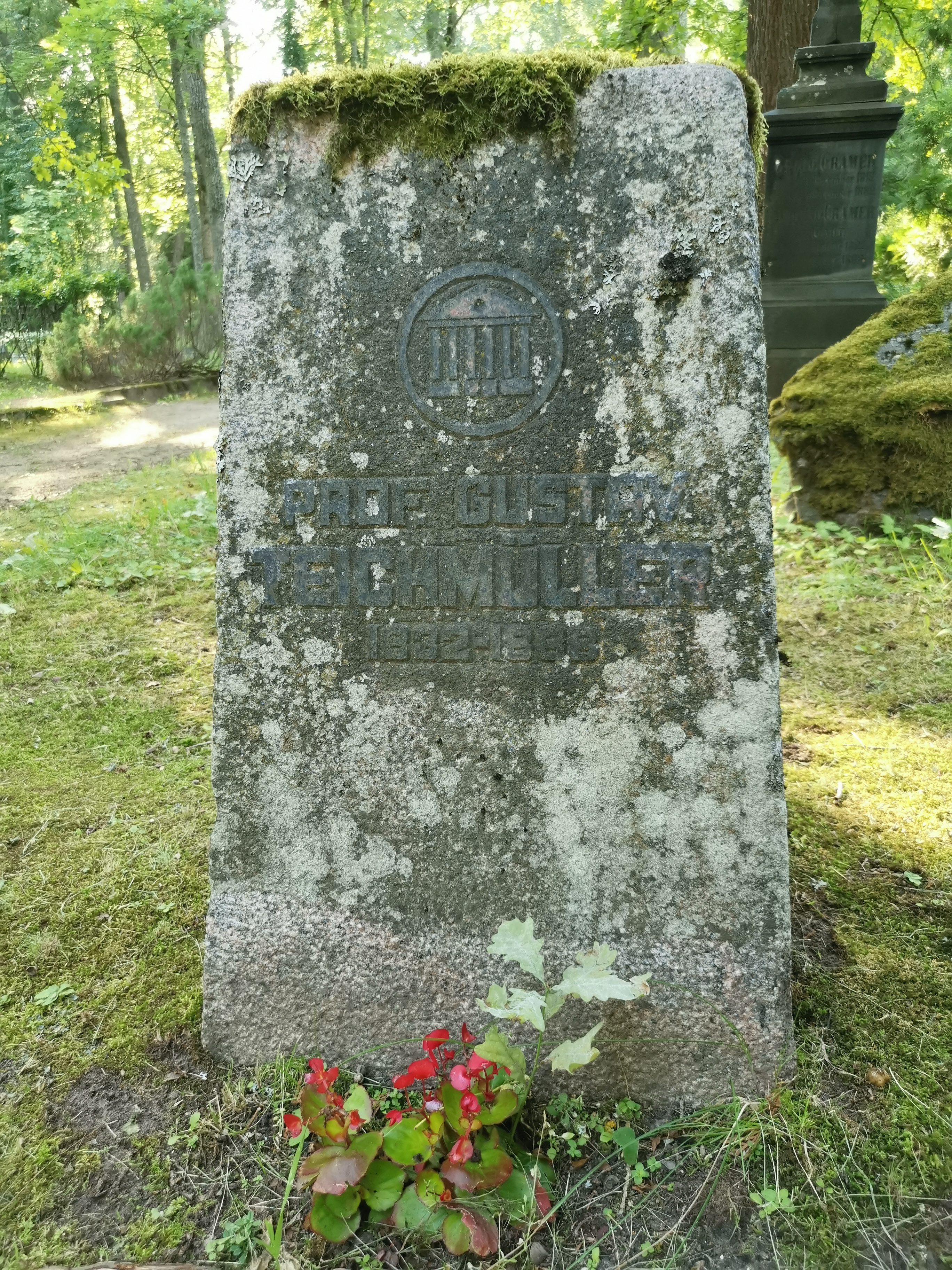
Grab auf dem Friedhof Tartu (Raadi kalmistu)

Gustav Teichmüller (* 19. November 1832 in Braunschweig; † 10. Maijul. / 22. Mai 1888greg. in Dorpat, Gouvernement Livland (heute: Tartu, Estland)) war ein deutscher Philosoph.

## Leben
Teichmüller studierte ab 1852 Philosophie unter Friedrich Adolf Trendelenburg in Berlin und ein Semester in Tübingen bei Jakob Friedrich Reiff und Friedrich Theodor Vischer. Durch den Tod des Vaters in finanzielle Schwierigkeiten geraten, nahm Teichmüller im August 1855 eine Erzieherstelle im Hause des Ministers von Werther an. Teichmüller fand dennoch Zeit, 1856 in Halle zu promovieren, bevor er mit seinem Arbeitgeber nach Sankt Petersburg übersiedelte. Dort übernahm Teichmüller, nachdem er den Dienst bei von Werther verlassen hatte, 1858 eine Stelle als Lehrer am Gymnasium der Annenkirche. Im selben Jahr heiratete er Anna Cramer, die Tochter eines estländischen Gutsbesitzers. 1860 habilitierte er sich als Privatdozent (Philosophie) in Göttingen, wo er sich in regen Ideenaustausch mit Rudolf Hermann Lotze und Heinrich Ritter begab und auf Rudolf Eucken maßgeblichen Einfluss gewann.
1861 wurde seine erste Tochter Anna Teichmüller geboren; im darauffolgenden Jahr starb seine Frau erst zwanzigjährig kurz nach der Geburt von der zweiten Tochter Lina. Nun sah sich Teichmüller außer Stande, seine Lehrtätigkeit fortzusetzen. Stattdessen ging er 1863 auf eine eineinhalbjährige Orientreise. Neu inspiriert nahm er seine Lehrtätigkeit wieder auf und heiratete seine Schwägerin Lina Cramer, mit welcher Teichmüller noch acht Kinder haben sollte.
1868 wurde Teichmüller Professor für Philosophie an der Universität Basel. Nachdem er einem Ruf der Kaiserlichen Universität Dorpat 1871 folgte, wurde Teichmüllers Basler Lehrstuhl an seinen ehemaligen Schüler Rudolf Eucken vergeben, dessen Bewerbung sich u. a. gegen Friedrich Nietzsche durchsetzte. Teichmüller blieb bis zu seinem Tod 1888 Ordinarius der Philosophie in Dorpat. 
Im Jahre 1975 wurde in Braunschweig eine Straße nach Teichmüller benannt.

## Werk
Teichmüllers Werk lässt sich in drei Hauptabschnitte einteilen. Zu Anfang beschäftigte er sich fast ausschließlich mit Untersuchungen über Aristoteles. Dem ersten Schaffensabschnitt sind zuzuordnen: Aristotelische Forschungen. Bd. I: Beiträge zur Poetik des Aristoteles (Halle 1867), Bd. II: Aristoteles’ Philosophie der Kunst (Halle 1869), Bd. III: Geschichte des Begriffes der Parusie (Halle 1873). 
Letzteres verrät bereits den Übergang zu Teichmüllers zweitem Themengebiet, der Geschichte der Begriffe. Als Untersuchungsgegenstand diente Teichmüller das Altertum, dessen Gedankenbewegung er nicht als Geschichte von Persönlichkeiten, sondern als Geschichte von Ideen betrachtete. Innere Zusammenhänge wollte Teichmüller besonders dort auftun, wo bislang von getrennten Systemen und isolierten Tradierungslinien ausgegangen wurde. Die Hauptwerke sind: Studien zur Geschichte der Begriffe (Berlin 1874), Neue Studien zur Geschichte der Begriffe (3 Bände, Gotha 1876–1879), Literarische Fehden im IV. Jahrhundert vor Christus (2 Bände, Gotha 1881 und 1884).
Den Höhepunkt Teichmüllers Schaffens bilden in einer letzten Phase seine systematischen Arbeiten. Ihnen zu Grunde liegt Teichmüllers Philosophie von der Scheidung zwischen wirklicher und scheinbarer Welt. Den Ursprung unseres Begriffs vom Sein sieht Teichmüller im Selbstbewusstsein. Es ist unumgänglich, das Bewusstsein, das auch Fühlen und Handeln beinhaltet, scharf vom theoretischen Wissen, der spezifischen Erkenntnis zu trennen. Begriffe wie Raum, Zeit und Bewegung gelten Teichmüller nur als Formen, die innere Vorgänge zu Anschauungen verdichten. Diese nach außen projizierte Formen sind der Wirklichkeit selbst jedoch fremd. Teichmüllers philosophische Anschauung, die den Systemen Leibniz’ und Lotzes ähnelt, ist in folgenden Werken enthalten: Die wirkliche und die scheinbare Welt. Neue Grundlegungen der Metaphysik (Breslau 1882), Religionsphilosophie (Breslau 1886), Neue Grundlegung der Psychologie und Logik (postum, Breslau 1889).

## Kuriosum –Wahrheitsgetreuer Bericht über meine Reise in den Himmel, verfaßt von Immanuel Kant
Die merkwürdigste Schrift Teichmüllers ist vermutlich seine humoristische Abrechnung mit dem Neukantianismus, die den Titel Wahrheitsgetreuer Bericht über meine Reise in den Himmel, verfaßt von Immanuel Kant trägt und 1877 anonym bei Perthes in Gotha erschien. Darin lässt Teichmüller den fiktiven Immanuel Kant davon berichten, wie er im Jahre 1804 unter Aufwendung seiner ganzen Geisteskraft absichtlich in den Himmel gelangte, um sich mit den verstorbenen Philosophen der Vergangenheit zu messen. Doch anstatt Kants Meisterschaft anzuerkennen, machen sich diese nur über ihn lustig, und er unterliegt ein ums andere Mal im philosophischen Disput. Verunsichert ob dieser Erfahrung beschließt Kant wieder auf die Erde zurückzukehren und niemals zu sterben, da er glaubt, nur so verhindern zu können, dass seine Lehren in Vergessenheit geraten.
Vielfach wird weiterhin Kant als Autor angegeben, so in der 1997er Neuauflage des Wahrheitsberichtes vom Verlag Matthes und Seitz und in vielen Bibliothekskatalogen. Angesichts des ersten Satzes ist Kants Autorenschaft jedoch mehr als unwahrscheinlich: „Ich weiß, daß die Meinung überall verbreitet ist, daß ich im Jahre 1804 an Altersschwäche gestorben sei.“

## Schriften
- Die aristotelische Eintheilung der Verfassungsformen. St. Peterburg 1859.
- Aristotelische Forschungen. Bd. I: Beiträge zur Poetik des Aristoteles. Halle 1867.
- Aristotelische Forschungen. Bd. II: Aristoteles’ Philosophie der Kunst. Halle 1869.
- Aristotelische Forschungen. Bd. III: Geschichte des Begriffs der Parusie. Halle 1873.
- Studien zur Geschichte der Begriffe. Berlin 1874.
- Neue Studien zur Geschichte der Begriffe. drei Bände, Gotha 1876–1879.
- Darwinismus und Philosophie. Dorpat 1877.
- Wahrheitsgetreuer Bericht über meine Reise in den Himmel, verfaßt von Immanuel Kant. Gotha 1877.
- Literarische Fehden im IV. Jahrhundert vor Christus. zwei Bände, Breslau 1881 und 1884.
- Die wirkliche und die scheinbare Welt. Neue Grundlegung der Metaphysik. Breslau 1882. (Digitalisat)
- Religionsphilosophie. Breslau 1886.
- Neue Grundlegung der Psychologie und Logik. Breslau 1889, postum.

Gesammelte Schriften, Kommentierte Ausgabe, Schwabe, Basel (November 2014)
- Band 1: Die wirkliche und die scheinbare Welt. Neue Grundlegung der Metaphysik. ISBN 978-3-7965-3243-6
- Band 2: Religionsphilosophie. Vorlesungen über die Philosophie des Christenthums. ISBN 978-3-7965-3244-3
- Band 3: Neue Grundlegung der Psychologie und Logik. ISBN 978-3-7965-3245-0